# Elitserien i volleyboll för herrar 2002/2003
Elitserien i volleyboll för herrar 2002/2003. Örkelljunga VK svenska mästare efter slutspel.

## Slutställning
| Lag             | Matcher | Vunna matcher | Förlorade matcher | Vunna set | Förlorade set | Poäng |
| Örkelljunga VK  | 18      | 16            | 2                 | 50        | 14            | 32    |
| Hylte VBK       | 18      | 14            | 4                 | 44        | 28            | 28    |
| Sollentuna VK   | 18      | 12            | 6                 | 44        | 28            | 24    |
| Team Valla      | 18      | 11            | 7                 | 39        | 27            | 22    |
| Tierp VBK       | 18      | 10            | 8                 | 38        | 31            | 20    |
| Habo Wolley     | 18      | 7             | 11                | 29        | 40            | 14    |
| Vingåkers VK    | 18      | 7             | 11                | 28        | 40            | 14    |
| Falkenbergs VBK | 18      | 6             | 12                | 28        | 38            | 12    |
| Floby VK        | 18      | 4             | 14                | 22        | 45            | 8     |
| Uppsala VBS     | 18      | 3             | 15                | 18        | 49            | 6     |